# Ґрабіна-Мала
Ґрабіна-Мала (пол. Grabina Mała) — село в Польщі, у гміні Домб'є Кольського повіту Великопольського воєводства.